# Rozhledna Chyrzyno
Rozhledna Chyrzyno, polsky Wieża Widokowa w Chyrzynie, je rozhledna v edukačním středisku Ośrodek Edukacyjny w Chyrzynie v osadě Chyrzyno patřící do gminy Górzyca v okrese Słubice v Lubušském vojvodství v západním Polsku. Nachází se také na pravém břehu veletoku Odra nedaleko německo-polské státní hranice v krajinném parku Ústí Warty (Park Krajobrazowy Ujscie Warty) a Národním parku Ústí Warty (Park Narodowy Ujscie Warty) v mezoregionu Kotlina Freienwaldzka v Lubušsku.

## Historie a popis
Rozhledna Chyrzyno je postavena u parkoviště u státní sinice Droga krajowa nr 22 a je součástí budovy edukačního střediska Ośrodek Edukacyjny w Chyrzynie. Zastřešená prosklená dřevěná rozhledna má 2 patra a výšku 20 m. Nabízí výhledy na řeky Odra a Warta a jejich okolí a národní park. Rozhledna byla postavena pravděpodobně v roce 2005. Výstup na rozhlednu je zpoplatněn. V roce 2025 probíhá rekonstrukce rozhledny a není tedy přístupná.

## Galerie

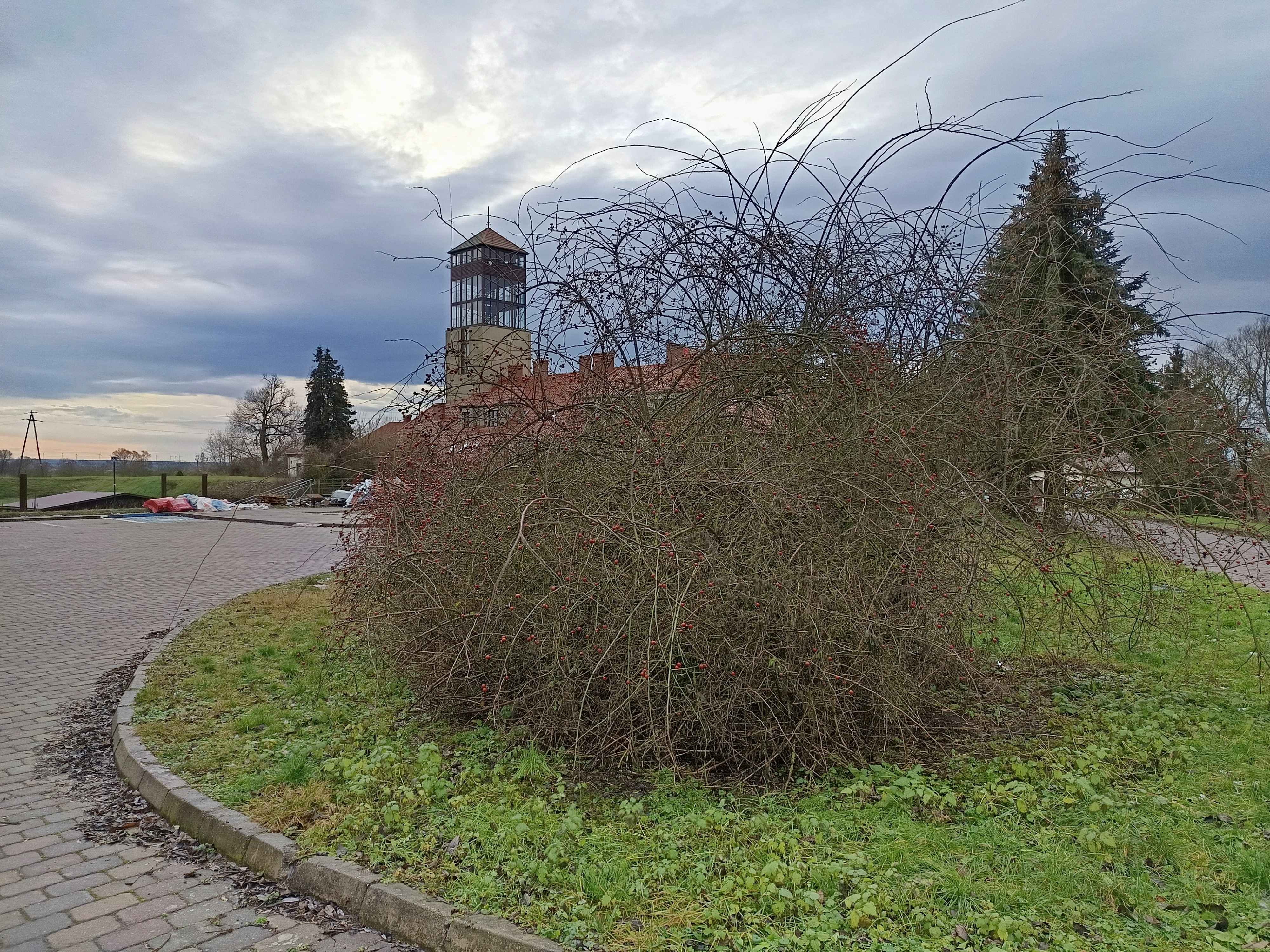
Oprava rozhledny (leden 2025)